# Nazionale maschile under 19 di football americano della Russia
La Nazionale di football americano Under-19 della Russia è la selezione maschile di football americano della FAFR, che rappresenta la Russia nelle varie competizioni ufficiali o amichevoli riservate a squadre nazionali Under-19.

## Risultati
Legenda: Grassetto: Risultato migliore, Corsivo: Mancate partecipazioni

## Dettaglio stagioni

### Amichevoli
| Stagione | Vin | Par | Per | Tot | PF | PS | avversaria |
| -------- | --- | --- | --- | --- | -- | -- | ---------- |
| 1999     | 1   | 0   | 0   | 1   | 20 | 0  | Finlandia  |
| Totale   | 1   | 0   | 0   | 1   | 20 | 0  |            |

### Tornei

#### NFL-GJC
| Stagione | regular season | regular season | regular season | regular season | regular season | regular season | playoff | playoff | playoff | playoff | playoff | playoff      | playoff    |
|          | Vin            | Par            | Per            | Tot            | PF             | PS             | Vin     | Per     | Tot     | PF      | PS      | risultato    | avversaria |
| -------- | -------------- | -------------- | -------------- | -------------- | -------------- | -------------- | ------- | ------- | ------- | ------- | ------- | ------------ | ---------- |
| 2004     | 0              | 0              | 3              | 3              | 7              | 47             | 0       | 2       | 2       | 0       | 45      | Quinto posto | Giappone   |
| Totale   | 0              | 0              | 3              | 3              | 7              | 47             | 0       | 2       | 2       | 0       | 45      |              |            |

Fonte: americanfootballitalia.com

#### Campionato europeo

##### Fase finale
| Stagione | regular season | regular season | regular season | regular season | regular season | regular season | playoff | playoff | playoff | playoff | playoff | playoff       | playoff    |
|          | Vin            | Par            | Per            | Tot            | PF             | PS             | Vin     | Per     | Tot     | PF      | PS      | risultato     | avversaria |
| -------- | -------------- | -------------- | -------------- | -------------- | -------------- | -------------- | ------- | ------- | ------- | ------- | ------- | ------------- | ---------- |
| 1998     | 1              | 0              | 1              | 2              | 33             | 36             | 0       | 1       | 1       | 6       | 34      | Quarto posto  | Finlandia  |
| 2000     | 1              | 0              | 1              | 2              | 48             | 27             | 0       | 1       | 1       | 0       | 19      | Secondo posto | Germania   |
| 2002     | 2              | 0              | 0              | 2              | 60             | 0              | 1       | 0       | 1       | 26      | 20      | Campioni      | Germania   |
| 2004     | 2              | 0              | 1              | 3              | 70             | 17             | 0       | 1       | 1       | 7       | 29      | Quarto posto  | Austria    |
| 2006     | 1              | 0              | 2              | 3              | 21             | 89             | 1       | 0       | 1       | 28      | 0       | Quinto posto  | Austria    |
| 2008     | 1              | 0              | 2              | 3              | 55             | 47             | 0       | 1       | 1       | 13      | 20      | Quinto posto  | Austria    |
| Totale   | 8              | 0              | 7              | 15             | 287            | 216            | 4       | 6       | 10      | 80      | 122     |               |            |

Fonte: americanfootballitalia.com

##### Qualificazioni
| Stagione | regular season | regular season | regular season | regular season | regular season | regular season | playoff | playoff | playoff | playoff | playoff | playoff   | playoff       |
|          | Vin            | Par            | Per            | Tot            | PF             | PS             | Vin     | Per     | Tot     | PF      | PS      | risultato | avversaria    |
| -------- | -------------- | -------------- | -------------- | -------------- | -------------- | -------------- | ------- | ------- | ------- | ------- | ------- | --------- | ------------- |
| 1998     |                |                |                |                |                |                | 1       | 0       | 1       | 18      | 14      |           | Svezia        |
| 2000     |                |                |                |                |                |                | 2       | 0       | 2       | ?       | ?       |           | Danimarca     |
| 2002     |                |                |                |                |                |                | 1       | 0       | 1       | 56      | 10      |           | Danimarca     |
| 2008     |                |                |                |                |                |                | 1       | 0       | 1       | 32      | 8       |           | Italia        |
| 2015     |                |                |                |                |                |                | 0       | 1       | 1       | 0       | 21      |           | Gran Bretagna |
| 2019     |                |                |                |                |                |                | 0       | 1       | 1       | 0       | 69      |           | Finlandia     |
| Totale   |                |                |                |                |                |                | 5       | 2       | 7       | 106+?   | 122+?   |           |               |

Fonte: americanfootballitalia.com

### Riepilogo partite disputate
| Anno           | Luogo       | Evento             | Fase del torneo       | Incontro               | Risultato |
| 1998           | Stoccolma   | Europeo            | Qualificazioni        | Svezia - Russia        | 14 - 18   |
| 1998           | Germania    | Europeo            | Girone                | Russia - Germania      | 0 - 17    |
| 1998           | Germania    | Europeo            | Girone                | Russia - Svizzera      | 33 - 19   |
| 1998           | Germania    | Europeo            | Finale 3º - 4º posto  | Finlandia - Russia     | 34 - 6    |
| 15 maggio 1999 | Lahti       | Amichevole         |                       | Finlandia - Russia     | 0 - 20    |
| 1999           | Fredericia  | Campionato nordico | Finale                | Finlandia - Russia     | 7 - 27    |
| 2000           | Russia      | Europeo            | Qualificazioni        | Russia - Norvegia      | v - p     |
| 2000           | Russia      | Europeo            | Qualificazioni        | Russia - Danimarca     | v - p     |
| 2000           | Berlino     | Europeo            | Girone                | Russia - Austria       | 16 - 27   |
| 2000           | Berlino     | Europeo            | Girone                | Russia - Francia       | 32 - 0    |
| 2000           | Berlino     | Europeo            | Finale                | Germania - Russia      | 19 - 0    |
| 2002           | Mosca       | Europeo            | Qualificazioni        | Russia - Danimarca     | 56 - 10   |
| 2002           | Cumbernauld | Europeo            | Girone                | Russia - Rep. Ceca     | 40 - 0    |
| 2002           | Cumbernauld | Europeo            | Girone                | Austria - Russia       | 0 - 20    |
| 2002           | Cumbernauld | Europeo            | Finale                | Russia - Germania      | 26 - 20   |
| 2004           | Houston     | NFL-GJC            | Girone                | Messico - Russia       | 7 - 0     |
| 2004           | Houston     | NFL-GJC            | Girone                | Stati Uniti - Russia   | 28 - 0    |
| 2004           | Houston     | NFL-GJC            | Girone                | Giappone - Russia      | 12 - 7    |
| 2004           | Houston     | NFL-GJC            | Girone                | Canada - Russia        | 27 - 0    |
| 2004           | Houston     | NFL-GJC            | Playoff 3º - 5º posto | Messico - Russia       | 28 - 0    |
| 2004           | Houston     | NFL-GJC            | Playoff 3º - 5º posto | Giappone - Russia      | 17 - 0    |
| 2004           | Mosca       | Europeo            | Girone                | Russia - Danimarca     | 37 - 3    |
| 2004           | Mosca       | Europeo            | Girone                | Rep. Ceca - Russia     | 0 - 27    |
| 2004           | Mosca       | Europeo            | Girone                | Russia - Francia       | 6 - 14    |
| 2004           | Mosca       | Europeo            | Finale 3º - 4º posto  | Russia - Austria       | 7 - 29    |
| 2006           | Stoccolma   | Europeo            | Girone                | Russia - Svezia        | 7 - 14    |
| 2006           | Stoccolma   | Europeo            | Girone                | Finlandia - Russia     | 13 - 14   |
| 2006           | Stoccolma   | Europeo            | Girone                | Francia - Russia       | 62 - 0    |
| 2006           | Stoccolma   | Europeo            | Finale 5º - 6º posto  | Russia - Danimarca     | 28 - 0    |
| 2008           | Mosca       | Europeo            | Qualificazioni        | Russia - Italia        | 32 - 8    |
| 2008           | Siviglia    | Europeo            | Girone                | Svezia - Russia        | 27 - 0    |
| 2008           | Siviglia    | Europeo            | Girone                | Russia - Francia       | 6 - 7     |
| 2008           | Siviglia    | Europeo            | Girone                | Spagna - Russia        | 14 - 49   |
| 2008           | Siviglia    | Europeo            | Finale 5º - 6º posto  | Russia - Austria       | 13 - 20   |
| 2015           | Bristol     | Europeo            | Qualificazioni        | Gran Bretagna - Russia | 21 - 0    |
| 5 maggio 2019  | Vantaa      | Europeo            | Qualificazioni        | Finlandia - Russia     | 69 - 0    |

## Confronti con le altre Nazionali
Questi sono i saldi della Russia nei confronti delle Nazionali incontrate.

### Saldo positivo
| Nazionale | Giocate | Vinte | Pareggiate | Perse | PF    | PS   | Ultima vittoria | Ultimo pari | Ultima sconfitta |
| --------- | ------- | ----- | ---------- | ----- | ----- | ---- | --------------- | ----------- | ---------------- |
| Danimarca | 4       | 4     | 0          | 0     | 121+? | 13+? | 2006            | -           | -                |
| Rep. Ceca | 2       | 2     | 0          | 0     | 67    | 0    | 2004            | -           | -                |
| Spagna    | 1       | 1     | 0          | 0     | 49    | 14   | 2008            | -           | -                |
| Italia    | 1       | 1     | 0          | 0     | 32    | 8    | 2008            | -           | -                |
| Svizzera  | 1       | 1     | 0          | 0     | 33    | 19   | 1998            | -           | -                |
| Norvegia  | 1       | 1     | 0          | 0     | ?     | ?    | 2000            | -           | -                |
| Finlandia | 5       | 3     | 0          | 2     | 67    | 123  | 2006            | -           | 2019             |

### Saldo negativo
| Nazionale     | Giocate | Vinte | Pareggiate | Perse | PF | PS | Ultima vittoria | Ultimo pari | Ultima sconfitta |
| ------------- | ------- | ----- | ---------- | ----- | -- | -- | --------------- | ----------- | ---------------- |
| Austria       | 4       | 1     | 0          | 3     | 56 | 76 | 2002            | -           | 2008             |
| Gran Bretagna | 1       | 0     | 0          | 1     | 0  | 21 | -               | -           | 2015             |
| Giappone      | 2       | 0     | 0          | 2     | 7  | 29 | -               | -           | 2004             |
| Canada        | 1       | 0     | 0          | 1     | 0  | 27 | -               | -           | 2004             |
| Stati Uniti   | 1       | 0     | 0          | 1     | 0  | 28 | -               | -           | 2004             |
| Germania      | 3       | 1     | 0          | 2     | 26 | 56 | 2002            | -           | 2000             |
| Svezia        | 3       | 1     | 0          | 2     | 25 | 55 | 1998            | -           | 2008             |
| Messico       | 2       | 0     | 0          | 2     | 0  | 35 | -               | -           | 2004             |
| Francia       | 4       | 1     | 0          | 3     | 44 | 83 | 2000            | -           | 2008             |